# Spärrkrusmossa
Spärrkrusmossa (Weissia squarrosa) är en bladmossart som beskrevs av C. Müller 1849. Spärrkrusmossa ingår i släktet krusmossor, och familjen Pottiaceae. Enligt den finländska rödlistan är arten nationellt utdöd i Finland. Enligt den svenska rödlistan är arten nära hotad i Sverige. Arten förekommer i Götaland, Gotland, Öland och Svealand. Artens livsmiljö är diken. Inga underarter finns listade i Catalogue of Life.